# Gurim-myeon
Gurim-myeon (koreanska: 구림면) är en socken i kommunen Sunchang-gun i provinsen Norra Jeolla i den sydvästra delen av Sydkorea, 230 km söder om huvudstaden Seoul.